# ジャーナル・オブ・ジ・アメリカン・デンタル・アソシエーション
『ジャーナル・オブ・ジ・アメリカン・デンタル・アソシエーション』（Journal of the American Dental Association: JADA）はアメリカ歯科医師会が発行している査読付き月刊学術雑誌。歯科分野の出版物の一つ。出版から1年後よりオープンアクセスが可能となっている。
編集者はMichael Glickであり、彼はニューヨーク州立大学バッファロー校歯学部の学部長就任が予定されている。それ以前はMarjorie K. Jeffcoatが3年間勤めていた。